# Czarne oczy
Czarne oczy – pierwszy album zespołu Ivan i Delfin, wydany 3 lutego 2005 roku przez wytwórnię Impresariat. 
Reedycja płyty, Czarne oczy – złota edycja, została wydana 7 kwietnia 2005 roku przez Magic Records.

## Lista utworów

### Czarne oczy
1. „Jej czarne oczy” (Video Version)
2. „Jej czarne oczy (Radio Edit)” /04:16/
3. „Nie zmieniaj mnie” /04:02/
4. „Szoł - obłuda” /03:28/
5. „Pędź dniu, pędź” /03:51/
6. „Cyfrowa piosenka” /03:48/
7. „Nostalgia” /04:07/
8. „Sto lat (niech żyje miłość)” /04:25/
9. „Kocham cię, stara biedo!” /03:32/
10. „Nie bój, nie stój (nie czekaj)” /04:30/
11. „Chwilę każdy ma” /05:04/
12. „Moje miasto (nie chce spać)” /04:20/
13. „Matczyna pieśń (na dobranoc)” /04:28/
14. „Jej czarne oczy” (Expander Remix) /07:22/
15. „Jej czarne oczy” (Hyperavers Remix) /06:55/

### Czarne oczy – złota edycja

#### CD 1
1. „Jej czarne oczy (Radio Edit) /04:16/
2. „Nie zmieniaj mnie” /04:02/
3. „Szoł - obłuda” /03:28/
4. „Pędź dniu, pędź” /03:51/
5. „Cyfrowa piosenka” /03:48/
6. „Nostalgia” /04:07/
7. „Sto lat (niech żyje miłość)” /04:25/
8. „Kocham cię, stara biedo!” /03:32/
9. „Nie bój, nie stój (nie czekaj)” /04:30/
10. „Chwilę każdy ma” /05:04/
11. „Moje miasto (nie chce spać)” /04:20/
12. „Matczyna pieśń (na dobranoc)” /04:28/
13. „Jej czarne oczy” (Expander Remix) /07:22/
14. „Jej czarne oczy” (Hyperavers Remix) /06:55/

#### CD 2
1. „Czarna dziewczyna” /3:05/ 
utwór reprezentujący Polskę podczas 50. Konkursu Piosenki Eurowizji w 2005 roku)